# Vaux-et-Chantegrue-Malpas
Pour les articles homonymes, voir Malpas (homonymie).
Ancienne commune du Doubs, la commune de Vaux-et-Chantegrue-Malpas a existé de 1974 à 1985. Elle a été créée en 1974 par la fusion des communes de Malpas et de Vaux-et-Chantegrue. En 1985, elle a été supprimée et les deux communes constituantes ont été rétablies.